# 意外是芒果
《意外的芒果》（日语： Igai ni Mango）是日本偶像組合SKE48的第21張單曲，2017年7月19日由avex trax發行。同名標題曲由小畑優奈担当中心成員（Center）。

## 概要
本作為前作《金的愛，銀的愛》發行11個月後的2017年首張單曲。單曲分為初回限定盤Type A、B、C、D，通常盤Type A、B、C、D，以及劇場盤9種版本。
歌曲的選拔成員在2017年6月5日的研究生公演結束後發表。選拔成員相比前作減少了2名（16名），其中Team KII的北野瑠華和研究生矢作有紀奈都是初次成為選拔成員。這是小畑優奈初次成為選拔成員及初次擔任中心成員的單曲作品。
歌曲在2017年6月22日的「总选举感謝公演〜首先是感谢！其他的话之后再说〜」上正式發表。
Type D的B面曲收錄大矢真那的個人畢業曲「永遠的Legacy」。

## 封面及封底照片
這次的單曲封面照片是在台灣被稱為水上樂園的旅遊勝地澎湖群岛拍攝。拍攝地點事先由成員提案，經過開會決定，最終於澎湖縣馬公市中央老街、白沙鄉通樑保安宮、西嶼鄉二崁古厝、白沙鄉吉貝沙尾拍攝，拍攝團隊並將今年4月20日至6月22日舉辦的「2017澎湖國際海上花火節」之煙火場景如實收錄。
| Type A 封面 | 古畑奈和、小畑優奈、松井珠理奈                     |
| Type A 封底 | Team S成員15人                                     |
| Type B 封面 | 日高優月、須田亞香里、熊崎晴香、木本花音           |
| Type B 封底 | Team KII成員18人                                   |
| Type C 封面 | 北野瑠華、大場美奈、北川綾巴、惣田紗莉渚、後藤樂樂 |
| Type C 封底 | Team E成員16人                                     |
| Type D 封面 | 矢作有紀奈、高柳明音、江籠裕奈、竹内彩姫           |
| Type D 封底 | 大矢真那                                           |
| 劇場盤      | 「意外的芒果」16名選拔成員                         |

## MV
意外的芒果
MV在台灣的澎湖群岛拍攝。服裝為黃色與白色的泳衣。
永遠的Legacy
大矢真那的畢業曲。

## 收錄歌曲

### Type A
CD
1. 《意外的芒果》（意外にマンゴー）
（作詞：秋元康，作曲：原田雄一，編曲：APAZZI）
2. 《不想去Party》（パーティーには行きたくない）
（作詞：秋元康，作曲：木之下慶行，編曲：佐佐木裕）
3. 《奇蹟的流星雨》（奇跡の流星群）（Passion For You選拔）
（作詞：秋元康，作曲：aokado，編曲：aokado）
4. 《意外的芒果》off vocal ver.
5. 《不想去Party》off vocal ver.
6. 《奇蹟的流星雨》off vocal ver.

DVD
1. 《意外的芒果》
（導演：中村哲平）
2. 《不想去party》Music Video
3. 《「意外的芒果」完整紀實 in 台灣〜中心成員小畑優奈〜》（「意外にマンゴー」密着ドキュメンタリーin台湾 〜センター小畑優奈〜）

### Type B
CD
1. 《意外的芒果》
（作詞：秋元康，作曲：原田雄一，編曲：APAZZI）
2. 《畫一個圈》（円を描く）（Team KII）
（作詞：秋元康，作曲：田垣内孝治，編曲：野中「雅」雄一）
3. 《奇蹟的流星雨》（Passion For You選拔）
（作詞：秋元康，作曲：aokado，編曲：aokado）
4. 《意外是芒果》off vocal ver.
（作曲：原田雄一，編曲：APAZZI）
5. 《畫一個圈》off vocal ver.
（作曲：田垣内孝治，編曲：野中「雅」雄一）
6. 《奇蹟的流星雨》off vocal ver.
（作曲：aokado，編曲：aokado）

DVD
1. 《意外的芒果》Music Video
（導演：中村哲平）
2. 《畫一個圈》Music Video
3. 《SKE48劇場出道8週年特別紀念公演 前篇》（SKE48劇場デビュー8周年特別記念公演 前編）

### Type C
CD
1. 《意外的芒果》
（作詞：秋元康，作曲：原田雄一，編曲：APAZZI）
2. 《俺得》（オレトク）（Team E）
（作詞：秋元康，作曲：理沙、福田智，編曲：齋藤涼介）
3. 《奇蹟的流星雨》（Passion For You選拔）
（作詞：秋元康，作曲：aokado，編曲：aokado）
4. 《意外的芒果》off vocal ver.
（導演：中村哲平）
5. 《俺得》off vocal ver.
（作曲：理沙、福田智，編曲：齋藤涼介）
6. 《奇蹟的流星雨》off vocal ver.
（作曲：aokado，編曲：aokado）

DVD
1. 《意外的芒果》off vocal ver.
（導演：中村哲平）
2. 《俺得》Music Video
3. 《SKE48劇場出道8週年特別紀念公演 後篇》（SKE48劇場デビュー8周年特別記念公演 後編）

### Type D
CD
1. 《意外的芒果》
（作詞：秋元康，作曲：原田雄一，編曲：APAZZI）
2. 《永遠的Legagy》（永遠のレガシー）（大矢真那）
（作詞：秋元康，作曲：u-whichi）
3. 《奇蹟的流星雨》（Passion For You選拔）
（作詞：秋元康，作曲：aokado，編曲：aokado）
4. 《意外的芒果》off vocal ver.
（作曲：原田雄一，編曲：APAZZI）
5. 《永遠的Legacy》off vocal ver.
（作曲：aokado）
6. 《奇蹟的流星雨》off vocal ver.
（作曲：aokado，編曲：aokado）

DVD
1. 《意外的芒果》
（導演：中村哲平）
2. 《永遠的Legacy》Music Video
3. 《「永遠的Legacy」大矢真那紀實》（「永遠のレガシー」大矢真那ドキュメンタリー）

### 劇場盤
CD
1. 《意外的芒果》
（作詞：秋元康，作曲：原田雄一，編曲：APAZZI）
2. 《踏上夢想的階梯！》（夢の階段を上れ!）（研究生）
（作詞：秋元康，作曲：朴優尊）
3. 《奇蹟的流星雨》（Passion For You選拔）
（作詞：秋元康，作曲：aokado，編曲：aokado）
4. 《SKE48 21st Single Medley》
5. 《意外的芒果》off vocal ver.
（作曲：原田雄一，編曲：APAZZI）
6. 《踏上夢想的階梯！》off vocal ver.
（作曲：朴優尊）
7. 《奇蹟的流星雨》off vocal ver.
（作曲：aokado，編曲：aokado）

## 選拔成員

### 意外的芒果
（中心成員：小畑優奈）
- Team S：北川綾巴、松井珠理奈
- Team KII：江籠裕奈、大場美奈、小畑優奈、北野瑠華、惣田紗莉渚、高柳明音、竹内彩姫、日高優月、古畑奈和
- Team E：木本花音、熊崎晴香、後藤樂樂、須田亞香里
- 研究生：矢作有紀奈

### 不想去Party
（中心成員：松井珠理奈）
- Team S：一色嶺奈、犬塚朝香、大矢真那、上村亞柚香、北川綾巴、後藤理沙子、杉山愛佳、都築里佳、野島樺乃、二村春香、町音葉、松井珠理奈、松本慈子、山内鈴蘭、山田樹奈

### 奇蹟的流星雨
（中心成員：江籠裕奈）
- Team S：大矢真那、後藤理沙子、二村春香、松井珠理奈、松本慈子
- Team KII：青木詩織、荒井優希、江籠裕奈、太田彩夏、大場美奈、白井琴望、高柳明音、竹内彩姫、古畑奈和
- Team E：鎌田菜月、須田亞香里

### 畫一個圈
（中心成員：高柳明音、古畑奈和）
- Team KII：青木詩織、荒井優希、内山命、江籠裕奈、太田彩夏、大場美奈、小畑優奈、北野瑠華、白井琴望、惣田紗莉渚、高木由麻奈、髙塚夏生、高柳明音、竹内彩姫、日高優月、古畑奈和、松村香織、水野愛理

### 俺得
（中心成員：須田亞香里）
- Team E：淺井裕華、井田玲音名、市野成美、鎌田菜月、木本花音、熊崎晴香、後藤樂樂、齊藤真木子、佐藤堇、末永櫻花、菅原茉椰、須田亞香里、高寺沙菜、髙畑結希、谷真理佳、福士奈央

### 永遠的Legacy
- Team S：大矢真那

### 踏上夢想的階梯！
- 研究生：相川暖花、渥美彩羽、石川咲姫、石黑友月、井上瑠夏、大芝凜華、岡田美紅、片岡成美、北川愛乃、倉島杏實、坂本真凛、佐藤佳穗、白雪希明、仲村和泉、野野垣美希、野村實代、深井願、森平莉子、矢作有紀奈、和田愛菜